# Brudna robota (serial telewizyjny 2005)
Brudna robota - program nadawany na kanale Discovery Channel, produkowany przez firmę Pilgrim Films & Television. Prowadzącym jest Mike Rowe. 7 listopada 2003 wyemitowano pilotażowy odcinek, natomiast regularna emisja rozpoczęła się od 26 lipca 2005.

## O programie
Mike Rowe na jeden dzień zostaje zatrudniony w różnym miejscach, np. w oczyszczalni ścieków, farmie, fabryce czy na budowie. Towarzyszy pracownikom w wykonywaniu różnych czynności. Często napotyka sytuacje powodujące dyskomfort lub zagrożenie. Rowe wcześniej prowadził program Somebody's Gotta Do It (Ktoś musi to robić) w lokalnej telewizji w San Francisco. Po odcinku, w którym sztucznie zapładniał krowę, otrzymał listy, w których wyrażano zdumienie, fascynację i zaszokowanie jego odwagą. Wtedy postanowił wysłać nagrany na taśmę odcinek programu do Discovery Channel.

## Odcinki
| Seria | Seria | Liczba odcinków | Data emisji          | Data emisji       |
| Seria | Seria | Liczba odcinków | Premiera serii       | Zakończenie serii |
| ----- | ----- | --------------- | -------------------- | ----------------- |
|       | Pilot | 3               | 7 listopada 2003     | 21 listopada 2003 |
|       | 1     | 6               | 26 lipca 2005        | 30 sierpnia 2005  |
|       | 2     | 45              | 27 września 2005     | 20 marca 2007     |
|       | 3     | 34              | 26 czerwca 2007      | 29 lipca 2008     |
|       | 4     | 21              | 7 października 2008  | 12 kwietnia 2009  |
|       | 5     | 22              | 6 października 2009  | 14 czerwca 2010   |
|       | 6     | 23              | 19 października 2010 | 8 marca 2011      |
|       | 7     | 11              | 13 grudnia 2011      | 21 lutego 2012    |